# Węglowe opłaty emisyjne
     Handel emisjami wdrożony lub zaplanowany
     Podatek węglowy wdrożony lub zaplanowany
     Handel emisjami lub podatek węglowy rozważany

Handel emisjami i podatki węglowe na świecie (2021)
Handel emisjami wdrożony lub zaplanowany
Podatek węglowy wdrożony lub zaplanowany
Handel emisjami lub podatek węglowy rozważany

Węglowe opłaty emisyjne (eng. carbon pricing) to ekonomiczna metoda ograniczania skutków globalnego ocieplenia przez kary finansowe. Opłaty są uzależniane od ilości wyemitowanych gazów cieplarnianych, aby zachęcić zanieczyszczające kraje i podmioty do ograniczenia spalania paliw kopalnych (węgla, ropy naftowej i gazu) które ma negatywny wpływ na globalne ocieplenie. Metoda ta jest powszechnie uznawana
i uważana za wydajną. Wyceny emisji dwutlenku węgla mają na celu rozwiązanie ekonomicznego problemu polegającego na tym, że emisje CO2 i innych gazów cieplarnianych (GHG, eng. greenhouse gasses) są negatywnym efektem zewnętrznym, który nie jest kwotowany na żadnym rynku, tj. żaden byt ekonomiczny nie pobiera za niego opłat.
Opłaty emisyjne dwutlenku węgla przyjmują zazwyczaj formę podatku węglowego lub handlu emisjami dwutlenku węgla, czyli wymogu zakupu uprawnień do emisji.
W 2020 r. węglowe opłaty emisyjne przyniosły 53 mld USD przychodów dla podmiotów kontrolujących emisje.
21,7% globalnych emisji gazów cieplarnianych zostanie objętych opodatkowaniem do 2021 r., co stanowi znaczny wzrost ze względu na wprowadzenie chińskiego krajowego systemu handlu uprawnieniami do emisji dwutlenku węgla.
Regiony, w których obowiązują węglowe opłaty emisyjne, obejmują większość krajów europejskich i Kanadę. Z drugiej strony, najwięksi emitenci, tacy jak Indie, Rosja, kraje Zatoki Perskiej i wiele stanów USA, nie wprowadziły jeszcze węglowych opłat emisyjnych. Australia zniosła system opłat za emisję dwutlenku węgla.
Najnowsze modele społecznych kosztów emisji dwutlenku węgla wyceniają szkody emisji na kwotę ponad 3000 USD za tonę CO2, przy uwzględnieniu sprzężeń zwrotnych z gospodarki i spadającego tempa wzrostu globalnego PKB. Natomiast zalecenia polityczne wahają się od około 50 do 200 USD.
Wiele systemów ustalania cen emisji dwutlenku węgla, w tym ETS w Chinach, utrzymuje się poniżej 10 USD/tCO2.
Wyjątkiem jest unijny system handlu uprawnieniami do emisji (EU-ETS), gdzie kwota podatku przekroczyła 60 euro/tCO2 (69 USD/tCO2) w 2021 r.
Wśród wielu możliwych rozwiązań wprowadzenia węglowych opłat emisyjnych należy wyróżnić dwa, nie wykluczające się, podejścia: podatek węglowy oraz system kontraktów na emisje.
Podatek węglowy jest chwalony z powodów ekonomicznych: ze względu na swoją prostotę i stabilność, podczas gdy system kontraktów na emisje jest zazwyczaj wybierany z powodów politycznych. Systemy handlu teoretycznie oferują możliwość ograniczenia uprawnień do pozostałego budżetu węglowego. Obecne wdrożenia mają jedynie na celu osiągnięcie określonych celów redukcyjnych.

Handel emisjami węgla – ceny uprawnień od 2008 r.

W rozwiązaniach opartych na systemie kontraktów na emisje ciało regulujące ustanawia limit emisji, na przykład 1000 tCO2 rocznie. Następnie, przyznaje uprawnienia zainteresowanym stronom w politycznie lub administracyjnie określony sposób, albo sprzedaje je na aukcji temu, kto zaoferuje najwyższą cenę. Po rozdaniu pozwoleń, można nimi handlować prywatnie. Emitentom bez wymaganych uprawnień grozi kara, która kosztowałaby więcej niż zakup zezwoleń. Emisje są teoretycznie ograniczone do określonego limitu. Niski limit będzie skutkował ograniczoną ilością dostępnych pozwoleń, a także ich wysoką ceną.
W rozwiązaniach opartych na podatku węglowym ciało regulujące ustanawia opłatę za wyemitowanie do atmosfery danej masy CO2, na przykład 60 USD/tCO2 i pobiera taką opłatę od emitentów w formie podatku, na przykład na koniec roku. W tym rozwiązaniu całkowita wartość emisji jest regulowana przez rynek podczas gdy cena jest ustalana przez ciało regulujące.
Zarówno podatek, jak i kontrakt emisyjny jest stosowany do paliw kopalnych proporcjonalnie do zawartości w nich węgla. Zasięg zezwoleń kontraktów emisyjnych jest w praktyce częściowy, na przykład może być ograniczony do jedynie branży elektrycznej. W przeciwieństwie do podatku węglowego, rynek zezwoleń automatycznie dostosowuje cenę dwutlenku węgla do poziomu, który zapewnia spełnienie limitu, podczas gdy w ramach podatku węglowego cenę dwutlenku węgla ustala rząd, a nie rynek. Dwa kraje (lub więcej) mogą połączyć swoje rynki kontraktów emisyjnych poprzez wzajemne akceptowanie kontraktów emisyjnych. Efektem tego jest wyrównanie ceny emisji CO2 pomiędzy dwoma rynkami.

## Podstawowe pojęcia

### Podatek węglowy
W przypadku podatku węglowego regulator ustala cenę emisji bezpośrednio. Co do zasady, wszystkie źródła emisji CO2 powinny być opodatkowane według tej samej stawki za tonę wyemitowanego CO2. Można to osiągnąć poprzez opodatkowanie wszystkich źródeł paliw kopalnych proporcjonalnie do zawartości w nich węgla. W praktyce różne paliwa i ich różne zastosowania mogą być opodatkowane według odmiennych stawek, a wynikający z tego podatek może być wciąż określany jako podatek węglowy.

### Kontrakty emisyjne
System kontraktów na emisje CO2 jest rynkową metodą ograniczania kosztów zewnętrznych wynikających z emisji dwutlenku węgla. Opiera się na ustawowych zezwoleniach uprawniających do emisji określonej ilości CO2 (limitu), które mogą być kupowane i sprzedawane na zasadach rynkowych. Ilość zezwoleń wprowadzanych na rynek jest stopniowo ograniczana, co powoduje wzrost popytu na nie, a co za tym idzie wzrost ceny. W rezultacie zwiększa się motywacja przedsiębiorstw i korporacji do inwestowania w technologie mniej szkodliwe dla środowiska naturalnego.

### Narzędzia hybrydowe
Systemy typu „limit i handel” mogą zawierać postanowienia dotyczące stabilności cen z limitami dolnymi i górnymi. Tego typu projekty są najczęściej określane jako narzędzia hybrydowe. W tym wypadku cena może zostać uznana za podatek w zakresie w jakim jest kontrolowana przez te limity.

### Polityka przychodów
Standardowe propozycje wykorzystania dochodów z emisji dwutlenku węgla obejmują:
- wypłatę uzyskanego przychodu w przeliczeniu na mieszkańca społeczeństwu (recykling dochodów podatkami sterującymi)[8],
- subsydia przyspieszające dekarbonizację gospodarki,
- użycie tych dochodów zamiast innego podatku (zamiana podatku),
- lub zutylizowanie ich na badania w dziedzinie efektywności energetycznej i energii odnawialnej w celu zmniejszenia emisji.

## Społeczny koszt emisji CO2
Sprecyzowanie dokładnej szkody pieniężnej spowodowanej przez wyemitowaną tonę CO2 zależy od skutków klimatycznych i gospodarczych sprzężeń zwrotnych.
Z tego powodu oszacowanie tej szkody obłożone jest pewną niepewnością.
Nowe, bardziej precyzyjne, publikacje raportują znacznie większy całkowity społeczny koszt emisji niż oszacowania z pierwszej dekady XXI w.
Nowoczesne oszacowania uwzględniają zarówno preferencje czasową, jak i stopy dyskontowe, pierwsze mierzą preferencje obecnej satysfakcji względem odroczonej, a drugie mierzą utratę siły nabywczej pieniądza w czasie, skutkuje to niższymi kosztami w obecnym stanie i wyższymi kosztami po wyczerpaniu budżetów węglowych.
| Źródło                                                                   | Rok         | cena za emisję tony CO2 | Uwagi                                                                 |
| ------------------------------------------------------------------------ | ----------- | ----------------------- | --------------------------------------------------------------------- |
| Interagency Working Group (rząd USA)                                     | 2013 / 2016 | 42 USD                  | Wartość średnia w 2020r. dla średniej stopy dyskontowej 3%            |
| Interagency Working Group (rząd USA)                                     | 2013 / 2016 | 212 USD                 | Górny szacunek (95 centyl) w 2050r. dla średniej stopy dyskontowej 3% |
| Umweltbundesamt (Niemiecka Agencja Ochrony Środowiska)                   | 2019        | 206 USD                 | z preferencją czasową 1%                                              |
| Umweltbundesamt (Niemiecka Agencja Ochrony Środowiska)                   | 2019        | 731 USD                 | bez preferencji czasowej                                              |
| Kikstra et al. (grupa naukowców z Wielkiej Brytanii i Unii Europejskiej) | 2021        | 3372 USD                | w tym ekonomiczne sprzężenia zwrotne                                  |

## Poziomy cen
Około jedna trzecia systemów utrzymuje cenę poniżej 10 USD/tCO2, a w większości wynosi ona poniżej 40 USD. Jedynym wyjątkiem jest gwałtowny wzrost ceny w EU-ETS, która we wrześniu 2021 r. osiągnąła 60 USD. Szwecja i Szwajcaria to jedyne kraje, w których cena wynosi powyżej 100 USD/CO2.

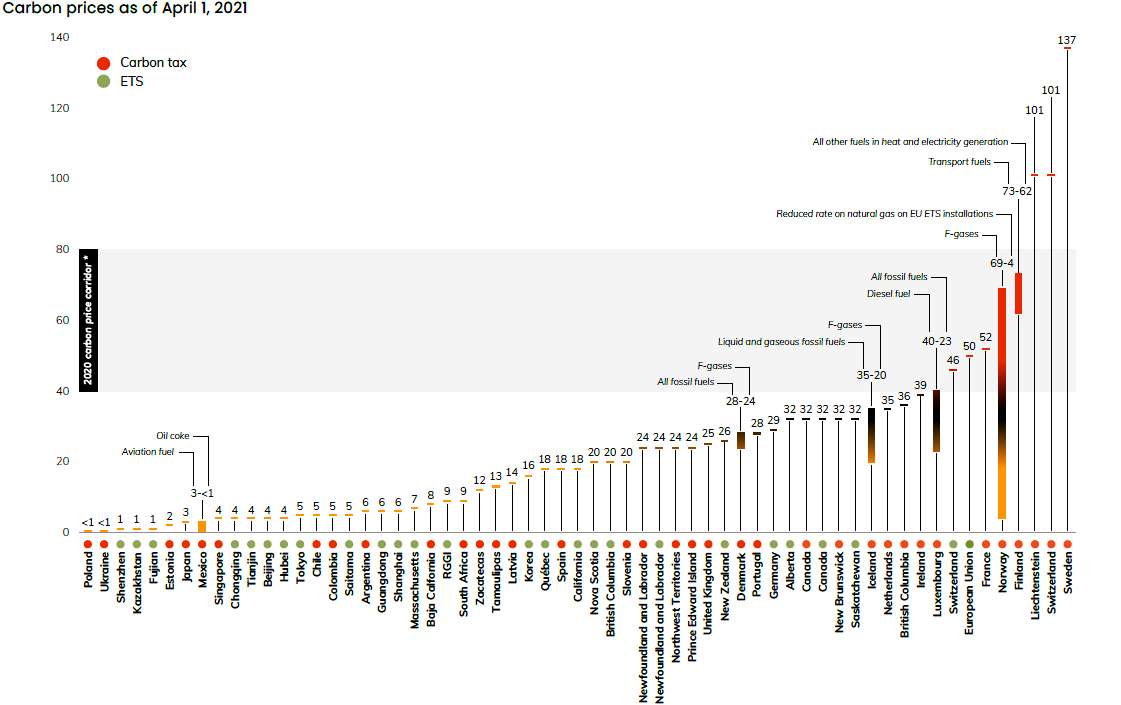
Ceny emisji CO2 w 2021 r.

## Zakres i zasięg
W krajach objętych systemem handlu emisjami i podatkami, programy te obejmują około 40 do 80% emisji. Programy różnią się znacznie w szczegółach. Obejmują one lub wykluczają paliwa, transport, ogrzewanie, rolnictwo lub gazy cieplarniane inne niż CO2 jak metan lub gazy fluorowane.
W wielu państwach członkowskich UE, takich jak Francja czy Niemcy, współistnieją dwa systemy. Europejski System Handlu Emisjami obejmuje wytwarzanie energii i duże emisje przemysłowe, podczas gdy krajowy system handlu uprawnieniami do emisji lub podatki określają cenę benzyny, gazu ziemnego i ropy do konsumpcji prywatnej.
| kraj/region | rodzaj  | udział | zasięg / uwagi                                             | przychody 2020                              |     |     |                                                         |              |
| ----------- | ------- | ------ | ---------------------------------------------------------- | ------------------------------------------- | --- | --- | ------------------------------------------------------- | ------------ |
| kraj/region | rodzaj  | udział | UE                                                         | przychody 2020                              | ETS | 39% | przemysł, energia elektryczna, lotnictwo wewnątrzunijne | 22,5 mld USD |
| Chiny       | ETS     | 40%    | elektryczność, ogrzewanie miejskie                         | wprowadzony na rynek w 2021                 |     |     |                                                         |              |
| Kanada      | podatek | 22%    | Ceny krajowe w Kanadzie, dodatkowe podatki i ETS w stanach | 3,4 mld USD                                 |     |     |                                                         |              |
| Francja     | podatek | 35%    | spoza EU-ETS                                               | 9,6 mld USD                                 |     |     |                                                         |              |
| Niemcy      | ETS     | 40%    | spoza EU-ETS: transport, ogrzewanie                        | 8.45 mld USD, spodziewane uruchomienie 2021 |     |     |                                                         |              |
| Japonia     | podatek | 75%    |                                                            | 2,4 mld USD                                 |     |     |                                                         |              |
| Szwecja     | podatek | 40%    | transport, budownictwo, przemysł, rolnictwo                | 2,3 mld USD                                 |     |     |                                                         |              |

### Inne podatki i składniki cen
Ostateczna cena konsumpcyjna paliw i energii elektrycznej zależy od konkretnych przepisów podatkowych i warunków w danym kraju. Chociaż ceny emisji dwutlenku węgla odgrywają coraz większą rolę, podatki energetyczne, VAT i inne podatki są wciąż główną przyczyną różnych poziomów cen emisji CO2 między krajami.

## Wpływ na ceny detaliczne
W tabeli podano przykłady dopłaty do ceny dla ceny węgla wynoszącej 100 USD lub odpowiednio 100 jednostek innej waluty. Kalkulacja dla żywności oparta jest na ekwiwalentach CO2, w tym wysokim wpływie emisji metanu.
| Paliwo                                                                                 | wpływ na cenę                    | wpływ na cenę              | uwagi                                                                        |
| -------------------------------------------------------------------------------------- | -------------------------------- | -------------------------- | ---------------------------------------------------------------------------- |
| 1 l benzyny                                                                            | 0,24 USD                         | 0,24 USD                   |                                                                              |
| 1 l oleju napędowego                                                                   | 0,27 USD                         | 0,27 USD                   |                                                                              |
| Transport                                                                              | wpływ na cenę                    | wpływ na cenę              | uwagi                                                                        |
| 500 km podróży samochodem, 1 pasażer                                                   | 8,40 USD                         | 8,40 USD                   | 7 l benzyny na 100 km                                                        |
| 500 km podróży samolotem średniej wielkości w przeliczeniu na 1 pasażera               | 6,70 USD                         | 6,70 USD                   | około 0,134 CO2/km, lot krajowy, A320, mniej niż 50 miejsc, wszystkie zajęte |
| 500 km podróży małym samolotem w przeliczeniu na 1 pasażera                            | 32,95 USD                        | 32,95 USD                  | 0,659 kgCO2/km, lot krajowy, mniej niż 50 miejsc, wszystkie zajęte           |
| 500 km podróży samolotem odrzutowym w klasie ekonomicznej w przeliczeniu na 1 pasażera | 76,50 USD                        | 76,50 USD                  | 0,153 kgCO2/km, podróż przynajmniej 3700 km                                  |
| 500 km podróży samolotem odrzutowym w klasie biznesowej w przeliczeniu na 1 pasażera   | 292,50 USD                       | 292,50 USD                 | 0,585 kgCO2/km, podróż przynajmniej 3700 km                                  |
| Elektryczność                                                                          | wpływ na cenę                    | wpływ na cenę              | uwagi                                                                        |
| 1 kWh węgla brunatnego                                                                 | 0,11 USD                         | 0,11 USD                   |                                                                              |
| 1 kWh węgla kamiennego                                                                 | 0,10 USD                         | 0,10 USD                   |                                                                              |
| 1 kWh gazu ziemnego                                                                    | 0,06 USD                         | 0,06 USD                   |                                                                              |
| 1 kWh gazu ziemnego (CCGT)                                                             | 0,04 USD                         | 0,04 USD                   |                                                                              |
| Ciepło                                                                                 | wpływ na cenę                    | wpływ na cenę              | uwagi                                                                        |
| 1 kWh z gazu ziemnego                                                                  | 0,02 USD                         | 0,02 USD                   |                                                                              |
| 1 KWh z lekkiego oleju opałowego                                                       | 0,03 USD                         | 0,03 USD                   |                                                                              |
| 1 l lekkiego oleju opałowego                                                           | 0,29 USD                         | 0,29 USD                   |                                                                              |
| Jedzenie                                                                               | sprzedaż bezpośrednia (farmgate) | ocena w cyklu całego życia | źródło / uwagi                                                               |
| 1 kg jagnięciny                                                                        | 2,04 USD                         | 3,92 USD                   | [ 16 ]                                                                       |
| 1 kg wołowiny                                                                          | 1,52 USD                         | 2,70 USD                   | 33,50 USD z zagospodarowaniem terenu w tropikalnych lasach deszczowych       |
| 1 kg masła                                                                             | 1,47 USD                         |                            | [ 17 ]                                                                       |
| 1 kg sera                                                                              | 0,98 USD                         | 1,35 USD                   | [ 16 ]                                                                       |
| 1 kg wieprzowiny                                                                       | 0,46 USD                         | 1,21 USD                   | [ 16 ]                                                                       |
| 1 kg ryżu                                                                              | 0,24 USD                         | 0,27 USD                   | ryż biały                                                                    |
| 1 kg kurczaka                                                                          | 0,23 USD                         | 0,69 USD                   | [ 16 ]                                                                       |
| 1 kg ryby                                                                              | 0,41 USD                         | 0,61 USD                   | łosoś / tuńczyk w puszce                                                     |
| 1 kg jaj                                                                               | 0,20 USD                         | 0,41 USD                   | 100 g na jajko                                                               |
| 1 kg orzechów                                                                          | 0,13 USD                         | 0,23 USD                   | [ 16 ]                                                                       |
| 1 l mleka                                                                              | 0,11 USD                         | 0,19 USD                   | 2% tłuszczu                                                                  |
| 1 kg tofu                                                                              | 0,07 USD                         | 0,20 USD                   | [ 16 ]                                                                       |
| 1 kg ziemniaków                                                                        | 0,03 USD                         | 0,29 USD                   | Wschodnie Idaho                                                              |

## Ekonomia węglowych opłat emisyjnych
Wiele ekonomicznych właściwości węglowych opłat emisyjnych obowiązuje niezależnie od tego, czy węgiel jest wyceniany poprzez ustalenie limitu czy wdrożenie podatku. Jest jednak kilka istotnych różnic między dwoma wspomnianymi systemami wyceny emisji. Ceny oparte na limitach są bardziej zmienne, a więc bardziej ryzykowne dla inwestorów, konsumentów i rządów, które licytują pozwolenia. Ponadto, w przeciwieństwie do podatków węglowych, limity mają tendencję do niwelowania skutków polityk niezwiązanych z cenami, takich jak dotacje do odnawialnych źródeł energii.

### Efektywność węglowych opłat emisyjnych
Wielu ekonomistów uważa, że węglowe opłaty emisyjne są najskuteczniejszym sposobem redukowania emisji CO2.
Oznacza to, że system ten ogranicza emisje możliwie najmniejszym kosztem, przy czym koszt ten obejmuje ceny środków zwiększających wydajność gospodarki, a także ceny niedogodności związanych z mniejszą dostępnością produktów i usług dostarczanych przez paliwa kopalne. Efektywność ta wynika z wyeliminowania niedoskonałości rynku (niewycenionych kosztów zewnętrznych emisji dwutlenku węgla) u jej źródła – poprzez wycenę tych kosztów. Najlepiej wyjaśnić to na następującym przykładzie.
Rozważmy przykładowy rynek ze 100 emitentami, z których każdy czerpie inne korzyści z wykorzystywania węgla i emitowania CO2. Każdy emitent chce zużyć dokładnie tyle paliw kopalnych, aby wyemitować 1 tonę CO2 rocznie. Załóżmy, że korzyści z emisji tej tony wahają się od 1 USD dla użytkownika z najmniejszym zapotrzebowaniem na węgiel do 100 USD (w przyrostach o 1 USD) dla użytkownika, który odniósłby największe korzyści. Rozważmy ten rynek w ramach dwóch różnych polityk węglowych opłat emisyjnych: polityki kontraktów emisyjnych oraz podatku węglowego. Załóżmy dalej, że podatek wynosi 60,01 USD/tonę, a górny limit został ustalony na 40 ton, tak, że wydano 40 zezwoleń na emisję jednej tony.
Wariant A -- podatek węglowy: W polityce opartej na podatku węglowym jasne jest, że nikt z przychodem z emisji tony CO2 poniżej 60,01 USD nie będzie emitował, ponieważ musiałby zapłacić 60,01 USD za wartość mniejszą niż 60,01 USD. Tak więc 40 użytkowników węgla o wartościach emisji od 61 do 100 USD zapłaci podatek i wyemituje swoją tonę węgla.
Wariant B -- kontrakty emisyjne: W polityce opartej na kontraktach emisyjnych załóżmy, że cena okazała się niższa niż 60,01 USD i ktoś inny niż emitent z pierwszej czterdziestki (uszeregowanych według wartości) otrzymał pozwolenie. W takim przypadku czterdziesty od góry emiter bez pozwolenia zaoferowałby tej osobie więcej niż 60 USD i ta osoba sprzedałby pozwolenie, ponieważ jest to więcej niż wartość, jaką uzyskałby z samego korzystania z pozwolenia. Spowoduje to wzrost ceny do momentu, w którym tylko czterdziestu największych emitentów uzyska pozwolenia, a cena będzie nieco wyższa (powiedzmy 60,01 USD) niż zapłaciłby ktokolwiek z pozostałych sześćdziesięciu emiterów.
Stosowanie nieco bardziej rygorystycznej analizy tego typu prowadzi do kilku wniosków ekonomicznych. Po pierwsze, ci sami ludzie kończą jako emitenci niezależnie od systemu: kontrakty emisyjne oraz podatek węglowy zwiększają cenę w równym zakresie. Po drugie, jedynie emitenci wytwarzający największy przychód z tony emisji CO2 zostają na rynku. Po trzecie, całkowita przychód emitentów jest wyższy niż w przypadku jakiegokolwiek innego podziału zezwoleń. Wniosek ten jest powodem, dla którego ceny emisji dwutlenku węgla są uważane przez ekonomistów za „efektywne”.

Wreszcie, ekonomia sugeruje, że ponieważ regulatorom bardzo trudno byłoby ustalić wartość, jaką każdy emitent otrzymuje z emisji, efektywny wynik jest niezwykle mało prawdopodobny, jeśli regulator wybierze, kto może emitować, a kto nie. Dlatego system oparty na bezpośrednio wydawanych pozwoleniach na emisje będzie mniej skuteczny niż mechanizm rynkowy, taki jak ustalanie węglowych opłat emisyjnych. Podsumowując: 

[Dotacje na energię odnawialną] są mniej wydajną alternatywą dla podatków od emisji dwutlenku węgla i handlu uprawnieniami do emisji w celu łagodzenia jej skutków”.

### Interakcje z politykami w zakresie energii odnawialnej
Systemy kontraktów emisyjnych i podatki węglowe oddziałują w różny sposób z politykami pozacenowymi, takimi jak dotacje do energii odnawialnej. IPCC wyjaśnia to w następujący sposób:
„Podatek węglowy może mieć dodatkowy wpływ na środowisko w przypadku polityk, takich jak dotacje na dostawy energii ze źródeł odnawialnych. Natomiast jeśli system podobny do kontraktów emisyjnych ma wiążący limit (wystarczająco rygorystyczny, aby wpłynąć na decyzje dotyczące emisji), wówczas inne polityki takie jak dotacje do OZE nie mają dalszego wpływu na redukcję emisji w okresie obowiązywania pułapu [podkreślenie dodane]”.
Rozważmy następujący hipotetyczny przykład tego efektu. Załóżmy, że cena pozwoleń w UE wynosiłaby 30 euro, a Niemcy musiałyby kupić 20 milionów pozwoleń. Gdyby Niemcy zdecydowały się następnie dotować inwestycje w turbiny wiatrowe, które nie zostałyby zbudowane za 30 euro za emisję dwutlenku węgla, a zostałyby zbudowane i eksploatowane, to Niemcy potrzebowałyby mniej pozwoleń. Stąd pozwolenia, z których by skorzystały, trafią gdzie indziej, być może do Polski. Polska wykorzystałaby je wówczas do emisji większej ilości CO2, być może poprzez spalanie węgla. W rezultacie Niemcy emitują mniej CO2,, ale system ten pozwala innym emitować więcej. Czyli limit jest spełniony, a całkowita emisja CO2 pozostaje niezmieniona dzięki dotacjom na energię odnawialną i turbinom wiatrowym.
Ten sam efekt dotyczy również osoby, która decyduje się na zakup samochodu elektrycznego w ramach systemu kontraktów emisyjnych. Samochód tego typu emituje mniej CO2 niż auto zasilane ropą naftową, więc właściciel „zużywa” mniej zezwoleń. Pozwolenia te będą jednak kupowane przez innych (właścicieli aut napędzanych ropą) i wykorzystywane. Czyli taka sama ilość CO2 (limit) zostanie wyemitowana niezależnie od zakupu samochodu elektrycznego. Jeśli intencją kupującego było zmniejszenie emisji dwutlenku węgla, limit udaremnił jego wysiłki poprzez zachęcenie innych do wyemitowania dokładnie równoważnej ilości. Podatek węglowy nie ma takiego skutku.

### Przenoszenie kosztów
Ceny emisji dwutlenku węgla czasami obciążają emitenta, a czasami dostawcę paliw kopalnych. Na szczęście, odpowiednia osoba zawsze ponosi koszty narzucone przez konkretny program. Rząd może opodatkować lub narzucić limity na rafinerię ropy naftowej w oparciu o cały węgiel, który kupuje ona w postaci ropy. Ale rafineria nie jest oryginalnym emitentem ponad 90% tego węgla. Zamiast tego produkuje benzynę i sprzedaje ją stacjom benzynowym, które następnie sprzedają ją kierowcom, a Ci emitują dwutlenek węgla. W tym przypadku rafineria przerzuca koszt swoich pozwoleń węglowych lub podatku węglowego (podobnie jak wszystkie koszty krańcowe) na stacje benzynowe, które ponoszą te koszty. Ale następnie stacje benzynowe przerzucają swoje koszty na kierowców. W ten sposób to kierowcy faktycznie ponoszą koszty opłat za emisję dwutlenku węgla i tak powinno być, ponieważ to jazda samochodem jest bezpośrednim powodem emisji.
Jednak ekonomia nie postrzega powyższego problemu jako kwestii moralnej. Wskazuje ona raczej, że gdy koszty wzrosną, to jeśli kierowcy nie uznają, że prowadzenie swojego SUV-a (na przykład) jest warte dodatkowych kosztów, zmienią środek transportu i będą jeździć na rowerze lub korzystać z transportu publicznego. Wybór alternatywy -- w tym wypadku formy transportu która emituje mniej CO2 --jest docelowym powodem wdrażania cen emisji dwutlenku węgla. Natomiast, jeśli wszystkie alternatywy są nieatrakcyjne, oznacza to, że kierowca naprawdę odnosi większe korzyści z emisji dwutlenku węgla niż koszty emisji, które powoduje. Więc znowu mamy właściwy społecznie wynik -- pod warunkiem, że cena węgla równa się kosztowi społecznemu.

### Darmowe pozwolenia i nieoczekiwane zyski
Jak wspomniano powyżej, w ramach limitu i handlu zezwolenia mogą być rozdawane bezpłatnie lub na aukcji. W pierwszym przypadku rząd nie otrzymuje przychodów z emisji dwutlenku węgla, a w drugim otrzymuje on (średnio) pełną wartość zezwoleń. W obu przypadkach zezwolenia będą równie rzadkie i równie cenne dla uczestników rynku. Ponieważ rynek prywatny (w przypadku pozwoleń na obrót) określa ostateczną cenę pozwoleń (w czasie, gdy muszą one zostać wykorzystane do pokrycia emisji), cena będzie taka sama w obu przypadkach (bezpłatne lub wylicytowane emisje).
Druga kwestia dotycząca bezpłatnych pozwoleń (zwykle „dziedziczonych”, tj. wydawanych proporcjonalnie do wcześniejszych emisji) była często błędnie rozumiana. Firmy, które otrzymują bezpłatne zezwolenia, traktują je tak, jakby zapłaciły za nie pełną cenę. Dzieje się tak, ponieważ wykorzystanie węgla w produkcji ma taki sam koszt w obu przypadkach (bezpłatne lub wylicytowane emisje). W przypadku pozwoleń sprzedawanych na aukcji koszt jest oczywisty. W przypadku bezpłatnych pozwoleń kosztem jest niesprzedanie pozwolenia w pełnej wartości, określane mianem „kosztu alternatywnego”. Ponieważ koszt emisji jest na ogół kosztem krańcowym (rosnącym wraz ze wzrostem produkcji), jest on przenoszony przez wzrost kosztu produkcji (np. wzrost kosztów benzyny lub energii elektrycznej).
Nieoczekiwane zyski: Firma, która otrzymuje pozwolenia za darmo, przerzuci swój koszt alternatywny w postaci wyższych cen produktów. Jeśli więc sprzeda taką samą ilość wyprodukowanych dóbr jak przed wprowadzeniem limitu, bez zmiany technologii produkcji, pełna wartość (po cenie rynkowej) otrzymanych za darmo pozwoleń staje się nieoczekiwanymi zyskami. Ponieważ jednak limit ogranicza produkcję i często powoduje, że firma ponosi koszty w celu zwiększenia wydajności, nieoczekiwane zyski będą mniejsze niż pełna wartość bezpłatnych zezwoleń.
Ogólnie rzecz biorąc, jeśli pozwolenia są przydzielane emitentom za darmo, oczekujemy, że emitenci z nich skorzystają. Ale jeśli będą musieli zapłacić pełną cenę lub jeśli węgiel będzie opodatkowany, ich zyski zostaną zmniejszone. Jeśli cena węgla dokładnie równa się prawdziwemu społecznemu kosztowi węgla, to długookresowa redukcja zysku będzie po prostu odzwierciedlać konsekwencje poniesienia tego nowego kosztu. Natomiast, jeżeli konieczność poniesienia tego kosztu jest nieoczekiwana, prawdopodobnie wystąpi jednorazowa strata, która wynika ze zmiany przepisów, a nie tylko z powodu poniesienia rzeczywistych kosztów emisji dwutlenku węgla. Jednak w przypadku wcześniejszego powiadomienia o nadchodzącej zmianie lub stopniowego wprowadzania węglowych opłat emisyjnych, jednorazowy koszt regulacyjny zostanie zminimalizowany. Na ten moment ogółem informowano o wprowadzeniu węglowych opłat emisyjnych na tyle wcześniej, że efekt ten był przeciętnie znikomy.

### Ceny węgla i wzrost gospodarczy
Według badania przeprowadzonego w 2020 roku, ceny emisji dwutlenku węgla nie miały negatywnego wpływu na wzrost gospodarczy w zamożnych, wysoko uprzemysłowionych krajach.

### Emisje w przyszłości a emisje w przeszłości
Cena CO2 ma na celu zmniejszenie nowych emisji w przyszłości. Jednak taka cena nie wpływa na przeszłe emisje, tj. stężenie CO2 uwalniane do atmosfery od początku industrializacji, które wzrosło z poziomu znacznie poniżej 300 PPM do ponad 415 PPM (2019).
Bez interwencji człowieka, stężenie to zmniejszy się tylko w dłuższej perspektywie. Dlatego, aby zmniejszyć stężenie CO2 w atmosferze, potrzebne są ujemne emisje. Dochód publiczny z węglowych opłat emisyjnych mógłby zostać wykorzystany na dotowanie firm, które je zapewniają. W zależności od technologii, takiej jak PyCCS lub BECCS, koszt generowania ujemnych emisji wynosi około 150-165 USD za tonę CO2.
Aby opisany model biznesowy stał się atrakcyjny, dotacje musiałyby zatem przekroczyć tę wartość. W tym przypadku otwartość na nowe technologie może być najlepszym wyborem, ponieważ można spodziewać się obniżenia kosztów ujemnych emisji w związku z postępem technologicznym. Już dziś koszty generowania negatywnych emisji są poniżej kosztów CO2 od 220 $ za tonę,
co oznacza, że model biznesowy dotowania przez państwo negatywnych emisji ma sens ekonomiczny. Podsumowując, podczas gdy cena emisji dwutlenku węgla może potencjalnie zmniejszyć przyszłe emisje, dotacja do emisji dwutlenku węgla może zmniejszyć emisje z przeszłości.

### Poglądy gospodarcze na ceny emisji dwutlenku węgla
Pod koniec 2013 roku William Nordhaus, prezes Amerykańskiego Stowarzyszenia Ekonomicznego, opublikował The Climate Casino
którego kulminacją jest opis międzynarodowego „reżimu węglowych opłat emisyjnych”. Taki system wymagałby krajowych zobowiązań dotyczących węglowych opłat emisyjnych, ale nie konkretnej polityki. Podatki węglowe, limity i systemy hybrydowe mogą być wykorzystane do wypełnienia takiego zobowiązania. W tym samym czasie Martin Weitzman, wiodący ekonomista ds. klimatu na Harvardzie, opublikował teoretyczne badanie, w którym przekonuje, że taki reżim znacznie ułatwiłby osiągnięcie porozumienia międzynarodowego, podczas gdy koncentracja na celach krajowych nadal praktycznie uniemożliwiałaby to osiągnięcie.
Nordhaus również przedstawia ten argument, ale mniej formalnie.
Podobne poglądy były już wcześniej omawiane przez Josepha Stiglitza
i pojawiały się wcześniej w wielu artykułach. Wydaje się, że pogląd dotyczący ceny zyskał poparcie niezależnych stanowisk Banku Światowego i Międzynarodowego Funduszu Walutowego (MFW).
„Oświadczenie ekonomistów w sprawie zmian klimatu” zostało podpisane przez ponad 2500 ekonomistów, w tym dziewięciu laureatów Nagrody Nobla w 1997 roku. Niniejsze oświadczenie podsumowuje ekonomiczne uzasadnienie ustalania cen emisji dwutlenku węgla w następujący sposób:
„Najskuteczniejszym podejściem do spowolnienia zmian klimatycznych jest polityka rynkowa. Aby świat mógł osiągnąć swoje cele klimatyczne przy minimalnych kosztach, wymagane jest podejście oparte na współpracy między narodami – takie jak międzynarodowe porozumienie o handlu uprawnieniami do emisji. Stany Zjednoczone i inne narody mogą najskuteczniej wdrażać swoją politykę klimatyczną za pomocą mechanizmów rynkowych, takich jak podatki węglowe lub aukcja pozwoleń na emisje”.
To oświadczenie argumentuje, że ustalanie węglowych opłat emisyjnych jest „mechanizmem rynkowym” w przeciwieństwie do subsydiów odnawialnych lub bezpośredniej regulacji poszczególnych źródeł emisji dwutlenku węgla, a zatem jest sposobem, w jaki „Stany Zjednoczone i inne narody mogą najskuteczniej wdrażać swoją politykę klimatyczną”.
Kompensacje emisji dwutlenku węgla dla osób fizycznych
i firm
można również nabyć za pośrednictwem detalistów zajmujących się kompensacją emisji dwutlenku węgla
takich jak Fundacja Carbonfund.org.
Nowe podejście do zobowiązań ilościowych, sugerowane przez Mutsuyoshiego Nishimurę, polega na tym, aby wszystkie kraje zobowiązały się do osiągnięcia tego samego globalnego celu w zakresie emisji. „Zgromadzenie rządów” wydałoby zezwolenia w wysokości celu globalnego, a wszyscy dostawcy paliw kopalnych byliby zmuszeni kupować te zezwolenia.
W 2019 roku sekretarz generalny ONZ zwrócił się do rządów z prośbą o opodatkowanie dwutlenku węgla.
Ekonomiczne mechanizmy węglowych opłat emisyjnych są bardzo podobne w przypadku podatków i handlu emisjami. Obie ceny są efektywne, mają taki sam koszt społeczny i taki sam wpływ na zyski, jeśli pozwolenia są licytowane. Jednak niektórzy ekonomiści twierdzą, że pułapy uniemożliwiają politykom pozacenowym, takim jak dotacje na energię odnawialną, zmniejszenie emisji dwutlenku węgla, podczas gdy podatki węglowe nie mają takiego efekty. Inni twierdzą, że wymuszony limit jest jedynym sposobem na zagwarantowanie faktycznego zmniejszenia emisji dwutlenku węgla; podatek węglowy nie przeszkodzi tym, którzy mogą sobie na to pozwolić, w dalszym wytwarzaniu emisji.
Poza kontraktami emisyjnymi, handel emisjami może odnosić się do programów opartych na projektach, zwanych również programami kredytowymi lub offsetowymi. Takie programy mogą sprzedawać kredyty na redukcję emisji zapewniane przez zatwierdzone projekty. Istnieje dodatkowy warunek
, który mówi, że muszą one zredukować emisje bardziej niż jest to wymagane przez istniejące wcześniej przepisy. Przykładem takiego programu jest Mechanizm Czystego Rozwoju w ramach protokołu z Kioto. Kredyty te można wymieniać z innymi agentami, którzy mogą je wykorzystać w celu zapewnienia zgodności z programem kontraktów emisyjnych. Niestety pojęcie wspomnianego dodatkowego warunku jest trudne do zdefiniowania i monitorowania, w wyniku czego niektóre firmy celowo zwiększały emisje, aby zarobić na ich eliminacji.
Kontrakty emisyjne często pozwalają na „bankowanie” zezwoleń. Oznacza to, że pozwolenia można zapisać i wykorzystać w przyszłości. Pozwala to podmiotowi na nadmierną zgodność we wczesnych okresach w oczekiwaniu na wyższe ceny uprawnień do emisji w kolejnych latach. Mechanizm ten pomaga ustabilizować cenę zezwoleń.
1 stycznia 2005 r. Unia Europejska wprowadziła unijny system handlu uprawnieniami do emisji (EU ETS) dla elektrowni i kilku gałęzi przemysłu. EU ETS wyznacza cele dotyczące emisji CO2 z około 11 500 zakładów w UE-25. Firmy mogą elastycznie zwiększać emisje powyżej swoich celów pod warunkiem, że nabywają uprawnienia do emisji na pokrycie tych emisji, natomiast elektrownie o emisji poniżej limitów mogą sprzedawać niewykorzystane uprawnienia.